# Somontano

Die 4 Weinbaugebiete Aragoniens mit D.O. Status

Somontano ist ein spanisches Weinbaugebiet in der Region Aragón. Somontano heißt übersetzt Region unterhalb der Berge. Tatsächlich liegt das Gebiet rund um das Städtchen Barbastro am Südrand der Pyrenäen auf einer Höhe von 350 bis 650 m. Politisch gehört es zur Comarca Somontano de Barbastro. Das Gebirge schützt das Anbaugebiet vor kalten Nordwinden. Die Niederschlagsmenge liegt bei 550 mm/Jahr; die Temperaturunterschiede zwischen den kalten Wintern und den heißen Sommern sind hoch.
Das Gebiet hat seit 1984 den Status einer D.O. (Denominación de origen). Die Entwicklung ist seither sehr positiv: die Rebfläche vergrößerte sich innerhalb der letzten 22 Jahre von 1300 ha auf jetzt 4600 ha. 42 Gemeinden liegen im definierten Gebiet der Somontano: Abiego, Adahuesca, Alcalá del Obispo, Angüés, Antillón, Alquézar, Argavieso, Azara, Azlor, Barbastro, Barbuñales, Berbegal, Blecua y Torres, Bierge, Capella, Casbas de Huesca, Castillazuelo, Colungo, Estada, Estadilla, Fonz, Grado (El), Graus, Hoz y Costeán, Ibieca, Ilche, Laluenga, Laperdiguera, Lascellas-Ponzano, Naval, Ólvena, Peralta de Alcofea, Peraltilla, Perarrúa, Pertusa, Pozán de Vero, Puebla de Castro (La), Salas Altas, Salas Bajas, Santa María de Dulcis, Secastilla, Siétamo und Torres de Alcanadre.
Zugelassene Rebsorten sind die roten Moristel, Tempranillo, Garnacha, Parraleta, Cabernet Sauvignon, Merlot, Pinot Noir, und Syrah sowie die weißen Macabeo, Garnacha blanca, Alcañón, Chardonnay und Gewürztraminer. 15 % der ausgebrachten Menge sind Weißweine, der Rest Rotweine sowie ein sehr kleiner Anteil Roséweine.

## Geschichte
Historisch gesehen erlebt die Region im Alto Aragón ab 1894 einen ersten Höhepunkt. Die Familie Lalanne besitzt in Bordeaux Rebgärten, die der Reblaus zum Opfer fielen. Auf der Suche nach noch intakten Gegenden wählt man im Norden Spaniens das Somontano und versorgt die vorwiegend südamerikanische Kundschaft mit Weinen aus den Rebsorten Cabernet Sauvignon und Merlot. Die Weine kennen aber auch in Spanien einen großen Erfolg (Lalanne wird zum Hoflieferanten des damaligen Königs Alfons XIII. ernannt). Dieser Erfolg macht sehr schnell Schule und so sind vorsichtigen Schätzungen zufolge Ende des 19. Jahrhunderts ca. 100.000 ha Rebland bepflanzt (30-mal so viel wie heute!). Der Enthusiasmus endet jäh, als auch der Norden Spaniens von der Reblaus befallen wird. Nach langer Zeit der Tatenlosigkeit erwachte das Gebiet erst in den 1980er Jahren zu neuem Leben, und seit ca. zehn Jahren werden einige der besten Weine Spaniens angebaut.